# Liotrigona madecassa
Liotrigona madecassa là một loài Hymenoptera trong họ Apidae. Loài này được Saussure mô tả khoa học năm 1890.